# Конституционный суд Литвы
Конституцио́нный суд Лито́вской Респу́блики (лит. Lietuvos Respublikos Konstitucinis Teismas, LR KT) — отдельный от остальной системы правосудия специализированный орган Литвы, осуществляющий последующий конституционный контроль. В Конституции Литвы 1992 года Конституционный суд не отнесён к органам судебной власти, он выделяется отдельно от всех ветвей власти.

## Полномочия
Конституционный суд гарантирует верховенство Конституции посредством осуществления конституционного правосудия, в частности решает вопросы о соответствии Конституции законов и иных принятых Сеймом актов, а также актов Президента Республики и Правительства. Конституционный суд не занимается предварительным конституционным контролем, то есть он решает только вопросы на соответствие Конституции уже принятых правовых актов.
Правом на обращение в Конституционный суд с просьбой исследовать конституционность правового акта обладают:
- по закону или иному принятому акту Сеймом — Правительство, группа членов Сейма в составе не менее, чем 1/5 всех членов Сейма, суды;
- по акту Президента Республики — группа членов Сейма в составе не менее, чем 1/5 всех членов Сейма, суды;
- по акту Правительства — группа членов Сейма в составе не менее, чем 1/5 всех членов Сейма, суды, Президент Республики.

По данным вопросам Конституционный суд принимает постановления.

### Процедура
Дело к заседанию подготавливает назначенный председателем Конституционного суда судья. В начале заседания Конституционного суда представляются участвующие в деле лица, им разъясняются их права и обязанности, Суд заслушивает и разрешает их пожелания. Подготовивший дело судья делает сообщение, в котором излагается суть дела. После этого заслушиваются пояснения участвующих в деле лиц, исследуются доказательства, происходят прения сторон. Постановление должно быть принято не позднее одного месяца после окончания рассмотрения дела. По окончании судебного заседания судьи удаляются в совещательную комнату для принятия решения.

### Решения
Постановления Конституционный суд объявляет именем Литовской Республики. Решения Конституционного суда по вопросам, отнесённым к его исключительной компетенции, окончательны и обжалованию не подлежат. Постановления имеют силу закону и обязательны для исполнения всеми учреждениями власти, судами, организациями любых организационно-правовых форм, службами, должностными лицами и гражданами (включая иностранцев и лиц без гражданства).
Согласно Конституции Литвы закон (или его часть) либо иной акт Сейма (или его часть), акт Президента Республики, акт Правительства (или его часть) не может применяться с того дня, когда официально объявлено постановление Конституционного суда, что соответствующий акт (или его часть) противоречит Конституции. Признанный постановлением Конституционного суда неконституционным правовой акт или его часть не будет иметь юридической силы даже в случае принятия такого же самого акта.

### Дополнительные полномочия
Конституционный суд также даёт заключения по следующим вопросам:
1. не были ли нарушены законы о выборах Президента Республики или членов Сейма;
2. позволяет ли состояние здоровья Президента Республики ему и дальше исполнять обязанности;
3. не противоречит ли Конституции международные соглашения Литовской Республики;
4. противоречат ли Конституции определённые действия членов Сейма и должностных лиц государства, которым предъявлено обвинение по возбуждённому делу.

Просить заключения Конституционного суда может Сейм, а по вопросам выборов в Сейм и международных соглашений — Президент Республики. Просить заключения по международному соглашению можно до его ратификации в Сейме.
На основании заключений Конституционного суда, Сейм принимает окончательное решение. Конституционный суд по рассмотрении дел принимает постановления и заключения коллегиально при участии не менее, чем 2/3 всех его судей. Постановления и заключения принимаются большинством голосов участвующих в заседании судей в количестве не менее, чем половины. При равном количестве голосов судей «за» и «против» решающим голосом обладает председатель суда.
Заседания Конституционного суда являются открытыми. Конституционный суд исследует и решает только вопросы права, он отказывается рассматривать просьбу исследовать правовой акт на предмет его соответствия Конституции, если просьба основана на не правовых мотивах.

## Состав
Конституционный суд состоит из 9 судей со сроком полномочий в 9 лет и осуществляют их только в течение одного срока. Судьи назначаются Сеймом из кандидатур поровну представленных Президентом, Председателем Сейма и Председателем Верховного суда (формирование осуществляется всеми тремя ветвями власти). Председатель Конституционного суда назначается Сеймом по предложению Президента из числа судей. Каждые 3 года 1/3 состава суда подвергается ротации.
Судьями Конституционного суда могут быть граждане Литвы, которые имеют высшее юридическое образование, безупречную репутацию и не менее 10 лет юридической практики или научно-педагогической работы по юридическому профилю.

### Председатели и судьи Конституционного Суда Литвы (КС ЛР) в разные периоды

#### Судьи КС ЛР 1993-1996 годов
- Юозас Жилис (председатель)
- Альгирдас Гайлюнас
- Кястутис Лапинскас
- Зигмас Левицкис
- Владас Павилонис (†2003)
- Пранас Витаутас Расимавичюс (†2002)
- Теодора Стаугайтене
- Стасис Стачёкас
- Стасис Шедбарас

#### Судьи КС ЛР 1996-1999 годов
- Юозас Жилис (председатель)
- Эгидиюс Ярашюнас
- Кястутис Лапинскас
- Зигмас Левицкис
- Августинас Нормантас
- Владас Павилонис (†2003)
- Йонас Прапестис
- Пранас Витаутас Расимавичюс (†2002)
- Теодора Стаугайтене

#### Судьи КС ЛР 1999–2002 годов
- Владас Павилонис (председатель) (†2003)
- Эгидиюс Ярашюнас
- Эгидиюс Курис
- Зигмас Левицкис
- Августинас Нормантас
- Йонас Прапестис
- Витаутас Синкявичюс
- Стасис Стачёкас
- Теодора Стаугайтене

#### Судьи КС ЛР 2002–2005 годов
- Эгидиюс Курис (председатель)
- Арманас Абрамавичюс
- Эгидиюс Ярашюнас
- Кястутис Лапинскас
- Зенонас Намавичюс
- Августинас Нормантас
- Йонас Прапестис
- Витаутас Синкявичюс
- Стасис Стачёкас

#### Судьи КС ЛР 2005–2008 годов
- Эгидиюс Курис (председатель)
- Арманас Абрамавичюс
- Тома Бирмонтене
- Кястутис Лапинскас
- Зенонас Намавичюс
- Рамуте Рушките
- Витаутас Синкавичюс
- Стасис Стачёкас
- Ромуальдас Кястутис Урбайтис

#### Судьи КС ЛР 2008–2011 годов
- Кястутис Лапинскас (председатель)
- Арманас Абрамавичюс
- Тома Бирмонтене
- Пранас Куцонис
- Зенонас Намавичюс
- Рамуте Рушките
- Эгидиюс Шиляйкис
- Альгирдас Таминскас
- Ромуальдас Кястутис Урбайтис

#### Судьи КС ЛР 2011-2014 годов
- Ромуальдас Кястутис Урбайтис (председатель)
- Эгидиюс Белюнас
- Тома Бирмонтене
- Пранас Куцонис
- Гедиминас Месонис
- Рамуте Рушките
- Эгидиюс Шиляйкис
- Альгирдас Таминскас
- Дайнюс Жалимас

## Дела
6 апреля 2004 года — после обвинительного процесса, инициированного Сеймом, за нарушения Конституции и присяги Президента Литовской Республики, Президент Роландас Паксас был отстранён от должностных обязанностей;
В 2011 году ЕСПЧ (Большая коллегия) по жалобе Паксаса против Литвы по причине отстранения с поста Президента в своём решении констатировал, что «Постоянная и неотзываемая дисквалификация бывшего президента с парламентского поста, произошедшая после его отстранения в порядке импичмента, была не соразмерна».